# セオドア・ロバーツ
セオドア・ロバーツ（Theodore Roberts、1861年10月8日 - 1928年12月14日）は、アメリカ合衆国の俳優。カリフォルニア州サンフランシスコ出身。

## 出演作品
- ヂャンヌ・ダーク（前後篇）　JOAN THE WOMAN (1916年)
- 小公女　A LITTLE PRINCESS (1917年)
- 海賊の娘　SUCH A LITTLE PIRATE (1918年)
- 男性と女性　Male and Female (1919年)
- 夫を変へる勿れ　DON'T CHANGE YOUR HUSBAND (1919年)
- 禁断の果実　FORBIDDEN FRUIT (1921年)
- 十誡　The Ten Commandments (1923年)